# Open Content Alliance
Open Content Alliance (OCA)とは誰でもアクセスできるデジタルスキャン文書のアーカイブの永久的な構築を目指す団体である。2005年10月にYahoo!、インターネットアーカイブ、カリフォルニア大学、トロント大学等によって設立された。OCAによるスキャン作業はインターネット・アーカイブによって行われ、ウェブサイトを通してアクセスできるように記録媒体に永久保存している。

マイクロソフトはOCAと2008年5月まで特別な関係を持っており、2005年10月にLive Book Searchプロジェクトの一環としてOCAに加わっていた。しかし、その2008年5月にLive Book Searchプロジェクトとインターネット・アーカイブによる書籍スキャン作業への資金提供を終了すると発表した。マイクロソフトはスキャンされたコンテンツに関する契約の解消とデジタル化作業継続のために協力者と図書館へのスキャン設備の譲渡を行った。2006年から2008年の間にマイクロソフトの支援でスキャンされた書籍は75万冊にのぼり、そのうち30万冊はインターネット・アーカイブのオンラインコレクションの一部になっている。

## Google Book裁判による和解との衝突
OCA創設者のブリュースター・ケールはGoogle Book Settlement（全米作家協会による著作権侵害申立請求事件の和解。2011年12月に破棄された。）の計画に積極的に反対している。Open Content AllianceはOpen Book Allianceの一員になっている。

## 支援者
OCAを支援している団体:
| - アドビシステムズ - ボストン図書館組合 - バンクロフト図書館 - 大英図書館 - コロンビア大学図書館群 - エモリー大学図書館 - ヨーロピアン・アーカイブ - ゲティ研究所 - HP Labs - インディアナ大学図書館群 - インターネットアーカイブ - ジョンズ・ホプキンス大学図書館群 - マックマスター大学 - ニューファンドランド・メモリアル大学 - ミズーリ植物園 | - MSN - ナショナル・アーカイブス - アメリカ合衆国脚本家組合 - ロンドン自然史博物館 - オーストラリア国立図書館 - オライリーメディア - ペルセウス・プロジェクト - プレリンガー図書館・プレリンガー・アーカイブス - リサーチ・ライブラリーズ・グループ - ライス大学図書館群 - サンフランシスコ公共図書館 - サイモンフレーザー大学図書館 - スミソニアン学術協会図書館群 - Universided Francisco Marroquin（グアテマラ） - アルバータ大学図書館 - ブリティッシュコロンビア大学図書館 | - カリフォルニア大学図書館群 - シカゴ大学 - ジョージア大学 - イリノイ大学アーバナ・シャンペーン校 - ノースカロライナ大学チャペルヒル校 - オタワ大学 - ピッツバーグ大学 - テキサス大学 - トロント大学 - バージニア大学図書館 - セントルイス・ワシントン大学 - ウィリアム・アンド・フローラ・ヒューレット財団 - ゼロックス - Yahoo! - ヨーク大学図書館群 |

生物多様性遺産図書館(Biodiversity Heritage Library)参加団体:
- アメリカ自然史博物館
- ハーバード大学植物学図書館
- ハーバード大学 比較動物学博物館付属エルンスト・マイヤー図書館
- ミズーリ植物園
- ロンドン自然史博物館
- ニューヨーク植物園
- キューガーデン
- スミソニアン学術協会図書館群（英語版）